# Ankaratrix
Ankaratrix is een geslacht van hooiwagens uit de familie Triaenonychidae.
De wetenschappelijke naam Ankaratrix is voor het eerst geldig gepubliceerd door Lawrence in 1959. 

## Soorten
Ankaratrix omvat de volgende 2 soorten:
- Ankaratrix cancrops
- Ankaratrix illota